# L'Histoire des 3 Adolf
L'Histoire des 3 Adolf (アドルフに告ぐ, Adorufu ni Tsugu) est un seinen manga d'Osamu Tezuka prépublié dans le magazine Shūkan Bunshun de l'éditeur Bungeishunjū entre janvier 1983 et mai 1985 puis publié en quatre volumes sortis entre mai 1985 et novembre 1985. La première édition française est publiée par Tonkam dans le sens de lecture occidental en quatre volumes sortis entre juillet 1998 et juillet 1999.
L'histoire s'axe autour des questions de la Shoah et des relations entre le Japon et l'Allemagne à l'époque du Troisième Reich. Elle débute avec les Jeux olympiques de Berlin, se déploie durant la Seconde Guerre mondiale pour s'achever avec l'essor du conflit israélo-palestinien.

## Résumé de l'histoire
Durant la Seconde Guerre mondiale, l'histoire entremêlée de trois hommes nommés Adolf, dont Hitler.
En 1936, Sōhei Tōge, un correspondant japonais, est chargé de faire un reportage sur les jeux olympiques d'été de 1936 à Berlin. Après son arrivée, son frère, étudiant en Allemagne, prend contact avec lui et désire le rencontrer le plus tôt possible. Mais ce dernier est assassiné et toutes les traces de ses études et de son séjour ont été effacées. Enquêtant sur la disparition de son frère, Sōhei Tōge découvre qu'il détenait un mystérieux document concernant Adolf Hitler qui pourrait être fatal au Troisième Reich : la preuve de la lignée juive d'Adolf Hitler.
Wolfgang Kaufman, un nazi qui habite au Japon, reçoit un ordre de récupérer ledit document. Il souhaite que son fils, Adolf Kaufmann, entre dans les Jeunesses hitlériennes (Hitlerjugend). Mais Adolf, qui s'est lié d'amitié avec un garçon juif, Adolf Kamil, n'est pas d'accord. Adolf Kaufman rentre finalement dans les Jeunesses hitlériennes mais son amitié pour Adolf Kamil persiste autant qu'il peut…
Au fil des événements et des recherches de Sōhei Tōge sur le meurtrier de son frère, les vies des trois Adolf s'enchevêtrent.

## Personnages
Sōhei Tōge (峠 草平, Tōge Sōhei)
Narrateur de l'histoire et personnage principal, détenteur de documents concernant Hitler et pouvant provoquer la chute du IIIe Reich, il tente au péril de sa vie de protéger ces documents.
Isao Toge (峠 勲, Tōge Isao)
Adolf Kamil (アドルフ・カミル, Adorufu Kamiru)
Fils d'immigrés juif-allemands tenanciers d'une boulangerie à Kobe au Japon. On ignore les raisons exactes qui ont poussé ses parents à émigrer au Japon. Il passe toute son enfance à Kobe et se considère comme un membre à part entière de la nation malgré les remarques discriminantes des Japonais de souche.
Adolf Kaufman (アドルフ・カウフマン, Adorufu Kaufuman)
Jeune métis germano-japonais, fils d'un diplomate nazi allemand et d'une japonaise. Il passe la première partie de son enfance avec son meilleur ami Adolf Kamil, ce qui ne plaît guère à son père. Ce dernier l'envoie donc à l'école AHS (Adolf-Hitler-Schule) en Allemagne afin qu'il puisse intégrer les Jeunesses hitlériennes.
Wolfgang Kaufmann (ヴォルフガング・カウフマン, Vorufugangu Kaufuman)
Yukie Kaufmann (由季江・カウフマン, Yukie Kaufuman)
Adolf Hitler
Dans cette histoire, il est supposé avoir du sang juif.

## Analyse
Tezuka semblait réellement croire qu'Adolf Hitler avait des origines juives, s'appuyant pour cela sur la lecture d'articles de presse de l'époque. Cependant, les « preuves » apportées par des journaux parfois en quête de sensationnalisme ne reposaient souvent sur aucun fondement réel.
Jérôme Schmidt de dBD note qu'« avec ce présupposé en main, Tezuka signe un récit sur l'amitié de deux jeunes hommes que tout oppose (...) Comme toujours, la science du récit de Tezuka transcende les destins personnels et historiques des protagonistes, délivrant un message poignant d'humanité ».

## Publication
Le manga est prépublié dans le magazine Shūkan Bunshun de l'éditeur Bungeishunjū entre janvier 1983 et mai 1985 puis publié en quatre volumes entre mai 1985 et novembre 1985, réédité en cinq volumes en 1988 et au format bunko en quatre volumes en 2009. Il est également édité par Kōdansha dans la collection des Œuvres complètes de Tezuka en cinq volumes reliés entre juin 1996 et octobre 1996 puis au format bunko en trois volumes en juin 2010
La première édition française est publiée par Tonkam dans le sens de lecture occidental en quatre volumes sortis entre juillet 1998 et juillet 1999, rééditée en 2004 puis en version de luxe en 2008. France Loisirs édite également la série en 2013-2014.

### Liste des volumes
| no | Japonais         | Japonais       | Français        | Français          |
| no | Date de sortie   | ISBN           | Date de sortie  | ISBN              |
| -- | ---------------- | -------------- | --------------- | ----------------- |
| 1  | 30 mai 1985      | 978-4163632506 | 21 mai 2008     | 978-2-7595-0138-0 |
| 2  | 30 juin 1985     | 978-4163632605 | 20 août 2008    | 978-2-7595-0139-7 |
| 3  | 1er août 1985    | 978-4163632704 | 22 octobre 2008 | 978-2-7595-0140-3 |
| 4  | 10 novembre 1985 | 978-4163632803 | 7 janvier 2009  | 978-2-7595-0141-0 |

### Autres éditeurs
- Vertical/Viz Media : Message to Adolf
- Planeta DeAgostini Comics
- Carlsen Comics : Aufruf an Adolf!
- Conrad

## Distinctions

### Récompenses
La série reçoit le Prix du manga Kōdansha dans la catégorie générale en 1986, à égalité avec Michael ?! de Makoto Kobayashi, ceci alors que le manga n'était pas édité par Kōdansha, chose rare pour ce prix. Elle a également reçu le prix Micheluzzi de la meilleure série japonaise en 1998.